# Łaska diabła
Łaska diabła (ang. The Devil's Mercy) – amerykańsko-kanadyjski horror z gatunku thriller z 2008 roku napisany przez Jamesa A. McLeana i wyreżyserowany przez Melanie Orr.
Premiera filmu miała miejsce w 2008 roku w Stanach Zjednoczonych.

## Opis fabuły
Beth (Deborah Valente) i Matt (Michael Cram) Wintersowie kupują apartament w zabytkowej wilii w Connecticut. Wkrótce wokół nich dochodzi do dziwnych zdarzeń. Kobieta rozpoczyna prywatne śledztwo. Chce się dowiedzieć więcej o swoich sąsiadach, którzy nie wzbudzają jej zaufania.

## Obsada
Źródło: Filmweb
- Hannah Lochner jako Kayla / Mercy
- Briony Glassco jako Jennine
- Dylan Everett jako Calvin
- Deborah Valente jako Beth Winters
- Michael Cram jako Matt Winters
- Siobhan Murphy jako Heather

i inni